# Michael Joseph Bransfield

Bransfields Bischofswappen

Michael Joseph Bransfield (* 8. September 1943 in Philadelphia, USA) ist ein US-amerikanischer Geistlicher und emeritierter römisch-katholischer Bischof von Wheeling-Charleston.

## Leben
Michael Joseph Bransfield empfing am 15. Mai 1971 durch den Erzbischof von Philadelphia, John Joseph Kardinal Krol, das Sakrament der Priesterweihe für das Erzbistum Philadelphia.
Am 9. Dezember 2004 ernannte ihn Papst Johannes Paul II. zum Bischof von Wheeling-Charleston. Der Erzbischof von Baltimore, William Henry Kardinal Keeler, spendete ihm am 22. Februar 2005 die Bischofsweihe; Mitkonsekratoren waren der Erzbischof von Washington, Theodore Edgar Kardinal McCarrick, und der emeritierte Bischof von Wheeling-Charleston, Bernard W. Schmitt.
Am 13. September 2018 nahm Papst Franziskus seinen altersbedingten Rücktritt an. Gleichzeitig ernannte er William Edward Lori, Erzbischof von Baltimore, zum Apostolischen Administrator. Lori sollte auch Anschuldigungen sexueller Belästigungen Bransfields gegenüber Erwachsenen sowie finanzielle Unregelmäßigkeiten in der Diözese untersuchen.
Die Diözese stand seit längerem in den Schlagzeilen, weil unter Bischof Bransfield ein Begünstigungsnetzwerk von kirchlichen Missbrauchstätern entstanden sein soll. Der Generalstaatsanwalt im US-Bundesstaat West Virginia hat das Bistum Wheeling-Charleston wegen wissentlicher Beschäftigung pädophiler Straftäter angeklagt. Auch Bransfield selbst wird mittlerweile vorgeworfen, in seiner Amtszeit Jugendliche und erwachsenen Männer sexuell belästigt, angegriffen und missbraucht zu haben. Er selbst wies die Beschuldigungen in der Presse zurück.
Michael Joseph Bransfield wurde bald nach seinem Rücktritt suspendiert und darf keine priesterlichen oder bischöflichen Dienste ausüben. Die von Edward Lori unter Mithilfe eines Nichtklerikergremiums durchgeführten Voruntersuchungen waren im Frühjahr 2019 abgeschlossen und wurden an den Vatikan gesandt, dem die Entscheidung über das weitere kirchenrechtliche Vorgehen obliegt. Inzwischen hatte ein weiterer Mann Klage erhoben, der 2014 als Sekretär des Bischofs von diesem sexuell behelligt worden sein soll.
Besonders brisant war die Enthüllung der Ermittler, wonach Bransfield über viele Jahre hinweg ohne nähere Erklärung und oft scheinbar grundlos beträchtliche Geldgeschenke in Höhe von insgesamt 350.000 US-Dollar an andere US-amerikanische Geistliche geschickt hatte, darunter hohe Würdenträger, Erzbischöfe und Kardinäle aus allen kirchenpolitischen Lagern. Unter den Begünstigten befanden sich neben Erzbischof Lori selbst auch der frühere Nuntius in den USA, Carlo Maria Viganò, und bedeutende kirchliche Persönlichkeiten wie Donald Wuerl, Timothy Dolan, Kevin Farrell oder Raymond Burke. Die meisten Betroffenen erklärten, das Geld in der Meinung behalten zu haben, es handele sich um private Zuwendungen aus Freigiebigkeit oder Dankbarkeit für kleinere Gefälligkeiten wie unbezahlte Gottesdienstvertretungen oder Vorträge. Dass Bransfield sich die Geldgeschenke aus dem Bistumsetat erstatten ließ, wollen die Empfänger, die das Geld teilweise zurückzahlten, nicht gewusst haben. Unter den Empfängern sollen Medienberichten zufolge auch Priester gewesen sein, die von Bransfield sexuell belästigt worden waren. Das Geld stammte zu großen Teilen aus Ölquellen in Texas, die sich im Besitz des Bistums befinden.